# السود (عمران)
السود هي إحدى قرى الجمهورية اليمنية. وهي تتبع جغرافيًا لمحافظة عمران. وإداريًا لمديرية السود. يبلغ تعداد سكانها 1014 نسمة حسب الإحصاء الذي جرى عام 2004.